# Danh sách chương truyện Kanojo, okarishimasu

Bìa tập đầu tiên của manga Kanojo, okarishimasu, với hình ảnh minh họa nhân vật Mizuhara Chizuru.

Manga hài lãng mạn Kanojo, okarishimasu (彼女、お借りします) được viết và vẽ minh hoạ bởi Miyajima Reiji. Bộ truyện được đăng tải lần đầu trên tạp chí Weekly Shōnen Magazine của Kodansha vào tháng 7 năm 2017, các chương truyện theo đó được tổng hợp lại và xuất bản thành 41 tập tankoubon tính đến tháng 4 năm 2025. Tại khu vực Bắc Mĩ, bộ phận Kodansha USA phát hành bản dịch tiếng Anh của truyện từ tháng 6 năm 2020.
Một phần manga ngoại truyện cũng do Reiji sáng tác có tên Kanojo, Hitomishirimasu (彼女、人見知ります), đã đăng tải trên ứng dụng Magazine Pocket của Kodansha  kể từ ngày 21 tháng 6 năm 2020 và có khoảng 3 tập truyện được phát hành. Nội dung phần manga này chủ yếu nói về nhân vật Sakurasawa Sumi.

## Danh sách
| Bao gồm các chương trong tạp chí "Weekly Shonen" từ số 32 đến 36/37 năm 2017 1. "Bạn gái: Mizuhara Chizuru" (「彼女」，水原千鶴 Kanojo, Mizuhara Chizuru) 2. "Bạn gái của tôi" (俺の彼女 Ore no kanojo) 3. "Bạn gái hàng xóm" (隣の彼女 Tonari no kanojo) 4. "Bạn gái cũ: Nanami Mami" (「元カノ」，七海麻美 Moto Kano, Nanami Mami) 5. "Bạn gái cũ và bạn gái" (元カノと彼女 Moto Kano to kanojo) |

| Bao gồm các chương trong tạp chí "Weekly Shonen" từ số 38 đến 46 năm 2017 1. "Thất tình và bạn gái" ( 失恋と彼女 Shitsuren to kanojo) 2. "Biển và bạn gái 1" (海と彼女 1 Umi to kanojo ichi) 3. "Biển và bạn gái 2" (海と彼女 2 Umi to kanojo ni) 4. "Biển và bạn gái 3" (海と彼女 3 Umi to kanojo san) 5. "Biển và bạn gái 4" (海と彼女 4 Umi to kanojo yon) 6. "Pocky game và bạn gái" (ポッキーげームと彼女 Pokkī-gemu ̄to kanojo) 7. "Bạn gái và trẻ hư cãi nhau" (彼女とガキのケンカ Kanojo to gaki no kenka) 8. "Bạn bè và bạn gái" (友達と彼女 Tomodachi to kanojo) 9. "Biển và bạn gái 5" (海と彼女 5 Umi to kanojo go) |

| Bao gồm các chương trong tạp chí "Weekly Shonen" từ số 46 năm 2017 đến số 2/3 năm 2018 1. "Biển và bạn gái " (海と彼女 Umi to kanojo) 2. "Sự rung động và bạn gái " (衝動と彼女 Shōdō to kanojo) 3. "Suối nước nóng và bạn gái 1" (温泉と彼女 1 Onsen to kanojo ichi) 4. "Suối nước nóng và bạn gái 2" (温泉と彼女 2 Onsen to kanojo ni) 5. "Suối nước nóng và bạn gái 3" (温泉と彼女 3 Onsen to kanojo san) 6. "Bạn gái và bạn gái 1" (彼女と彼女 1 Kanojo to kanojo ichi) 7. "Bạn gái và bạn gái 2" (彼女と彼女 2 Kanojo to kanojo ni) 8. "Bạn gái và bạn gái 3" (彼女と彼女 3 Kanojo to kanojo san) 9. "Bạn gái và bạn gái 4" (彼女と彼女 4 Kanojo to kanojo yon) |

| Bao gồm các chương trong tạp chí "Weekly Shonen" từ số 4/5 đến 13 năm 2018 1. "Bạn gái và bạn gái 5" (彼女と彼女 5 Kanojo to kanojo go) 2. "Bạn gái và bạn gái 6" (彼女と彼女 6 Kanojo to kanojo roku) 3. "Bạn gái và bạn gái 7" (彼女と彼女 7 Kanojo to kanojo nana) 4. "Bạn gái và bạn gái 8" (彼女と彼女 8 Kanojo to kanojo hachi) 5. "Bạn gái: Sarushina Ruka" ( 「彼女」、更科るか Kanojo, Sarashina Ruka ) 6. "Christmas và bạn gái 1" (クリスマスと彼女 1 Kurisumasu to kanojo ichi) 7. "Christmas và bạn gái 2" (クリスマスと彼女 2 Kurisumasu to kanojo ni) 8. "Christmas và bạn gái 3" (クリスマスと彼女 3 Kurisumasu to kanojo san) 9. "2 người bạn gái 1" (２人の彼女 1 Futari no kanojo ichi) |

| Bao gồm các chương trong tạp chí "Weekly Shonen" từ số 14 đến 23 năm 2018 1. "2 người bạn gái 2" (２人の彼女 2 Futari no kanojo ni) 2. "2 người bạn gái 3" (２人の彼女 3 Futari no kanojo san) 3. "2 người bạn gái 4" (２人の彼女 4 Futari no kanojo yon) 4. "2 người bạn gái 5" (２人の彼女 5 Futari no kanojo go) 5. "Kẻ hèn nhát và bạn gái 1" (臆病者と彼女 1 Okubyōmono to kanojo ichi) 6. "Kẻ hèn nhát và bạn gái 2" (臆病者と彼女 2 Okubyōmono to kanojo ni) 7. "Kẻ hèn nhát và bạn gái 3" (臆病者と彼女 3 Okubyōmono to kanojo san) 8. "Bạn gái và quần lót" (彼女とパンツ Kanojo to pantsu) 9. "Bạn gái và lời hứa ở hiên nhà" (彼女とベランダの約束 Kanojo to beranda no yakusoku) |

| Bao gồm các chương trong tạp chí "Weekly Shonen" từ số 24 đến 31 năm 2018 1. "Bạn gái không thích hợp 1" (不適合の彼女 1 Futekigō no kanojo ichi) 2. "Bạn gái không thích hợp 2" (不適合の彼女 2 Futekigō no kanojo ni) 3. "Bạn gái và lời hứa ở hiên nhà 2" (彼女とベランダの約束 2 Kanojo to beranda no yakusoku ni) 4. "Bạn gái và thời điểm rút lui 1" (彼女と引き際 1 Kanojo to hikigiwa ichi) 5. "Bạn gái và thời điểm rút lui 2" (彼女と引き際 2 Kanojo to hikigiwa ni) 6. "Bạn gái cũ và bạn gái 2" (元カノと彼女 2 Moto Kano to kanojo ni) 7. "Bạn gái cũ và bạn gái 3" (元カノと彼女 3 Moto Kano to kanojo san) 8. "Tỏ tình và bạn gái (告白と彼女 Kokuhaku to kanojo) - Ngoại chương: "Bạn gái, tôi thuê cô x Thiếu nữ Senryu" (番外編 彼女､お借りします×川柳少女 Bangai-hen kanojo, okarishimasu × senryū shōjo) |

| Bao gồm các chương trong tạp chí "Weekly Shonen" từ số 32 đến 41 năm 2018 1. "Ước mơ và bạn gái 1" (夢と彼女 1 Yume to kanojo ichi) 2. "Ước mơ và bạn gái 2" (夢と彼女 2 Yume to kanojo ni) 3. "Ước mơ và bạn gái 3" (夢と彼女 3 Yume to kanojo san) 4. "Ước mơ và bạn gái 4" (夢と彼女 4 Yume to kanojo yon) 5. "Ngoại chương: Nhật ký về Sakurasawa Sumi" (番外編 桜沢墨かんさつにっき Bangai-hen Sakurazawa Boku kansatsu nikki) 6. "Bạn gái và bố" (彼女と父親 Kanojo to chichioya) 7. "Bạn gái: Ichinose Chizuru 1" (「彼女」，一ノ瀬ちづる 1 `Kanojo', Ichinose Chizuru ichi) 8. "Bạn gái: Ichinose Chizuru 2" (「彼女」，一ノ瀬ちづる 2 `Kanojo', Ichinose Chizuru ni) 9. "Bạn gái: Ichinose Chizuru 3" (「彼女」，一ノ瀬ちづる 3 `Kanojo', Ichinose Chizuru san) |

| Bao gồm các chương trong tạp chí "Weekly Shonen" từ số 42 đến 50 năm 2018 1. "Bạn gái: Ichinose Chizuru 4" (「彼女」，一ノ瀬ちづる 4 `Kanojo', Ichinose Chizuru yon) 2. "Bạn gái: Ichinose Chizuru 5" (「彼女」，一ノ瀬ちづる 5 `Kanojo', Ichinose Chizuru go) 3. "Bạn gái: Ichinose Chizuru 6" (「彼女」，一ノ瀬ちづる 6 `Kanojo', Ichinose Chizuru roku) 4. "Đêm và bạn gái 1" (夜と彼女 1 Yoru to kanojo ichi) 5. "Đêm và bạn gái 2" (夜と彼女 2 Yoru to kanojo ni) 6. "Đêm và bạn gái 3" (夜と彼女 3 Yoru to kanojo san) 7. "Đêm và bạn gái 4" (夜と彼女 4 Yoru to kanojo yon) 8. "Sinh nhật và bạn gái 1" (誕生日と彼女 1 Tanjōbi to kanojo ichi) 9. "Sinh nhật và bạn gái 2" (誕生日と彼女 2 Tanjōbi to kanojo ni) |

| Bao gồm các chương trong tạp chí "Weekly Shonen" từ số 51 năm 2018 đến số 9 năm 2019 1. "Sinh nhật và bạn gái 3" (誕生日と彼女 3 Tanjōbi to kanojo san) 2. "Sinh nhật 4" (誕生日と彼女 4 Tanjōbi to kanojo yon) 3. "Rượu bia và bạn gái 1" (酒と彼女 1 Sake to kanojo ichi) 4. "Rượu bia và bạn gái 2" (酒と彼女 2 Sake to kanojo ni) 5. "Rượu bia và bạn gái 3" (酒と彼女 3 Sake to kanojo san) 6. "Rượu bia và bạn gái 4" (酒と彼女 4 Sake to kanojo yon) 7. "Say hai ngày và bạn gái" (二日酔いと彼女 Futsuka yoi to kanojo) 8. "Bạn gái cũ và bạn gái 1" (元カノと仮カノ 1 Moto Kano to kari Kano ichi) 9. "Bạn gái cũ và bạn gái 2" (元カノと仮カノ 2 Moto Kano to kari Kano ni) |

| Bao gồm các chương trong tạp chí "Weekly Shonen" từ số 10 đến số 18 năm 2019 1. "Bạn gái cũ và bạn gái 4" (元カノと彼女 4 Moto Kano to kanojo yon) 2. "Bạn gái và buổi hẹn hò trong mơ 1" (彼女と夢のデート 1 Kanojo to yume no dēto ichi) 3. "Bạn gái và buổi hẹn hò trong mơ 2" (彼女と夢のデート 2 Kanojo to yume no dēto ni) 4. "Bạn gái và buổi hẹn hò trong mơ 3" (彼女と夢のデート 3 Kanojo to yume no dēto san) 5. "Bạn gái và buổi hẹn hò trong mơ 4" (彼女と夢のデート 4 Kanojo to yume no dēto yon) 6. "Bạn gái và buổi hẹn hò trong mơ 5" (彼女と夢のデート 5 Kanojo to yume no dēto go) 7. "Bạn gái và nhà riêng và hôn 1" (彼女と実家とキス 1 Kanojo to jikka to kisu ichi) 8. "Bạn gái và nhà riêng và hôn 2" (彼女と実家とキス 2 Kanojo to jikka to kisu ni) 9. "Bạn gái và nhà riêng và hôn 3" (彼女と実家とキス 3 Kanojo to jikka to kisu san) |

| Bao gồm các chương trong tạp chí "Weekly Shonen" từ số 19 đến 28 năm 2019 1. "Bạn gái và nhà riêng và hôn 4" (彼女と実家とキス 4 Kanojo to jikka to kisu yon) 2. "Bạn gái và nhà riêng và hôn 5" (彼女と実家とキス 5 Kanojo to jikka to kisu go) 3. "Bạn gái và nhà riêng và hôn 6" (彼女と実家とキス 6 Kanojo to jikka to kisu roku) 4. "Bạn gái và nhà riêng và hôn 7" (彼女と実家とキス 7 Kanojo to jikka to kisu nana) 5. "Bạn gái và kì hạn 1" (彼女と期限 Kanojo to kigen ichi) 6. "Bạn gái và kì hạn 2" (彼女と期限 Kanojo to kigen ni) 7. "Bạn gái và điều tôi có thể 1" (彼女と僕にできること 1 Kanojo to boku ni dekiru koto ichi) 8. "Bạn gái và điều tôi có thể 2" (彼女と僕にできること 2 Kanojo to boku ni dekiru koto ni) 9. "Bạn gái và điều tôi có thể 3" (彼女と僕にできること 3 Kanojo to boku ni dekiru koto san) |

| Bao gồm các chương trong tạp chí "Weekly Shonen" từ số 29 đến 36/37 năm 2019 1. "Bạn gái và điều tôi có thể 4" (彼女と僕にできること 4 Kanojo to boku ni dekiru koto yon) 2. "Bạn gái và điều tôi có thể 5" (彼女と僕にできること 5 Kanojo to boku ni dekiru koto go) 3. "Bạn gái và điều tôi có thể 6" (彼女と僕にできること 6 Kanojo to boku ni dekiru koto roku) 4. "Bạn gái và điều tôi có thể 7" (彼女と僕にできること 7 Kanojo to boku ni dekiru koto nana) 5. "Bạn gái và điều cô ấy có thể " (彼女と彼女にできること Kanojo to kanojo ni dekiru koto) 6. "Bạn gái: Ichinose Chizuru 2" (「彼女」、水原千鶴 2 `Kanojo', Mizuhara Chizuru 2) 7. "Bạn gái: Ichinose Chizuru 3" (「彼女」、水原千鶴 3 `Kanojo', Mizuhara Chizuru 3) 8. "Ước mơ và bạn gái" (夢と彼女 Yume to kanojo) 9. "Ước mơ, bạn gái và tôi" (夢と彼女と俺 Yume to kanojo to ore) |

| Bao gồm các chương trong tạp chí "Weekly Shonen" từ số 38 đến 46 năm 2019 1. "Chia tiền và bạn gái" (割り勘と彼女 Warikan to kanojo) 2. "Bạn gái phòng bên 2" (隣の彼女 2 Tonari no kanojo ni) 3. "Bạn gái phòng bên 3" (隣の彼女 3 Tonari no kanojo san) 4. "Phòng 203 và bạn gái 1" (２０３と彼女 1 ni-maru-san to kanojo ichi) 5. "Phòng 203 và bạn gái 2" (２０３と彼女 2 ni-maru-san to kanojo ni) 6. "Omurice và bạn gái" (オムライスと彼女 Omuraisu to kanojo) 7. "Phòng 203 và bạn gái và bạn gái 1" (２０３と彼女と彼女１ ni-maru-san to kanojo to kanojo ichi) 8. "Phòng 203 và bạn gái và bạn gái 2" (２０３と彼女と彼女２ ni-maru-san to kanojo to kanojo ni) 9. "Anh ấy và bạn gái" (彼と彼女 Kare to kanojo) |

| Bao gồm các chương trong tạp chí "Weekly Shonen" từ số 47 năm 2019 đến số 5 năm 2020 1. "Bạn gái phòng bên 4" (隣の彼女 4 Tonari no kanojo yon) 2. "Bạn gái phòng bên 5" (隣の彼女 5 Tonari no kanojo go) 3. "Bạn gái phòng bên 6" (隣の彼女 6 Tonari no kanojo roku) 4. "Kịch bản và bạn gái" (脚本と彼女 Kyakuhon to kanojo) 5. "Bạn gái, bạn gái và cô ấy 1" (彼女と彼女と彼女 1 Kanojo to kanojo to kanojo ichi) 6. "Bạn gái, bạn gái và cô ấy 2" (彼女と彼女と彼女 2 Kanojo to kanojo to kanojo ni) 7. "Bạn gái và phát tờ rơi" (彼女たちとビラ配り Kanojo-tachi to bira kubari) 8. "Bạn gái và phòng 204 1" (彼女と204 1 Kanojo to ni-maru-yon ichi) |

| 1. "Bạn gái và phòng 204 2" (彼女と204 1 Kanojo to ni-maru-yon ichi) 2. "Ngày cuối cùng và bạn gái 1" (最終日と彼女 1 Saishū-bi to kanojo ichi) 3. "Ngày cuối cùng và bạn gái 2" (最終日と彼女 2 Saishū-bi to kanojo ni) 4. "Ngày cuối cùng và bạn gái 3" (最終日と彼女 3 Saishū-bi to kanojo san) 5. "Ngày cuối cùng và bạn gái 4" (最終日と彼女 4 Saishū-bi to kanojo yon) 6. "Ngày cuối cùng và bạn gái 5" (最終日と彼女 5 Saishū-bi to kanojo go) 7. "Chào hỏi và bạn gái" (挨拶と彼女 Aisatsu to kanojo) 8. "Quay phim và bạn gái 1" (撮影と彼女 1 Satsuei to kanojo ichi) 9. "Quay phim và bạn gái 2" (撮影と彼女 2 Satsuei to kanojo ni) |

| 1. "Quay phim và bạn gái 3" (撮影と彼女 ３ Satsuei to kanojo san) 2. "Last sence và bạn gái 1" (ラストシーンと彼女 1 Rasutoshīn to kanojo ichi) 3. "Last sence và bạn gái 2" (ラストシーンと彼女 2 Rasutoshīn to kanojo ni) 4. "Last sence và bạn gái 3" (ラストシーンと彼女 3 Rasutoshīn to kanojo san) 5. "Last sence và bạn gái 4" (ラストシーンと彼女 4 Rasutoshīn to kanojo yon) 6. "Last sence và bạn gái 5" (ラストシーンと彼女 5 Rasutoshīn to kanojo go) 7. "Last sence và bạn gái 6" (ラストシーンと彼女 6 Rasutoshīn to kanojo roku) 8. "Last sence và bạn gái 7" (ラストシーンと彼女 7 Rasutoshīn to kanojo nana) 9. "Điều mong muốn và bạn gái 2" (願い事と彼女 １ Negaigoto to kanojo ichi) |

| 1. "Điều mong muốn và bạn gái 2" (願い事と彼女 2 Negai goto to kanojo ni) 2. "Điều mong muốn và bạn gái 3" (願い事と彼女 3 Negai goto to kanojo san) 3. "Điều mong muốn và bạn gái 4" (願い事と彼女 4 Negai goto to kanojo yon) 4. "Bạn gái và chồi non" (彼女と芽 Kanojo to me) 5. "Kazuya và bạn gái" (和也と彼女 Kazuya to kanojo) 6. "Gia đình và bạn gái 1" (家族と彼女 1 Kazoku to kanojo ichi) 7. "Gia đình và bạn gái 2" (家族と彼女 2 Kazoku to kanojo ni) 8. "Lừa dối và bạn gái 1" (嘘と彼女 1 Uso to kanojo ichi) 9. "Lừa dối và bạn gái 2" (嘘と彼女 2 Uso to kanojo ni) |

| 1. "Ước mơ và bạn gái và tôi" (夢と彼女と俺 Yume to kanojo to ore) 2. "Lừa dối và bạn gái 3" (嘘と彼女 3 Uso to kanojo san) 3. "Lừa dối và bạn gái 4" (嘘と彼女 4 Uso to kanojo yon) 4. "Lừa dối và bạn gái 5" (嘘と彼女 5 Uso to kanojo go) 5. O wakare to kanojo (お別れと彼女 O wakare to kanojo) 6. Omoikiri to kanojo (思いきりと彼女 Omoikiri to kanojo) 7. Kanojo to toppatsu ryokō (彼女と突発旅行 Kanojo to toppatsu ryokō) 8. Kanojo to toppatsu ryokō ni (彼女と突発旅行 2 Kanojo to toppatsu ryokō ni) 9. Kanojo to kareshi ichi (彼女と彼氏 1 Kanojo to kareshi ichi) |

| 1. Kanojo to kareshi 2 (彼女と彼氏 2 Kanojo to kareshi 2) 2. Kanojo to kareshi 3 (彼女と彼氏 3 Kanojo to kareshi 3) 3. Kanojo to kareshi 4 (彼女と彼氏 4 Kanojo to kareshi 4) 4. Kanojo to kareshi 5 (彼女と彼氏 5 Kanojo to kareshi 5) 5. Kanojo to kareshi 6 (彼女と彼氏 6 Kanojo to kareshi 6) 6. Kanojo to kareshi 7 (彼女と彼氏 7 Kanojo to kareshi 7) 7. Kanojo to kareshi 8 (彼女と彼氏 8 Kanojo to kareshi 8) 8. Kanojo to namida 1 (彼女と涙 1 Kanojo to namida 1) 9. Kanojo to namida 2 (彼女と涙 2 Kanojo to namida 2) |

| 1. Jōei-kai to kanojo (上映会と彼女 Jōei-kai to kanojo) 2. Kare to nichijō (彼と日常 Kare to nichijō) 3. Onsen to kari kano (温泉と仮カノ Onsen to kari kano) 4. Koi ku to kanojo (恋苦と彼女 Koi ku to kanojo) 5. Dēto? To kanojo (デート？と彼女 Dēto? To kanojo) 6. Dēto? To kanojo 2 (デート？と彼女 2 Dēto? To kanojo 2) 7. Kokuhaku to kanojo (告白と彼女 Kokuhaku to kanojo) 8. Kokuhaku to kanojo 2 (告白と彼女 2 Kokuhaku to kanojo 2) 9. Tameiki to kanojo (溜め息と彼女 Tameiki to kanojo) |

| 1. Koketsu to kanojo 1 (虎穴と彼女 1 Koketsu to kanojo 1) 2. Koketsu to kanojo 2 (虎穴と彼女 2 Koketsu to kanojo 2) 3. Koketsu to kanojo 3 (虎穴と彼女 3 Koketsu to kanojo 3) 4. Koketsu to kanojo 4 (虎穴と彼女 4 Koketsu to kanojo 4) 5. Ketsui to kanojo (決意と彼女 Ketsui to kanojo) 6. Ketsui to kanojo 2 (決意と彼女 2 Ketsui to kanojo 2) 7. Tomodachi to kanojo 2 (友達と彼女 2 Tomodachi to kanojo 2) 8. Moto Kano to kanojo 5 (元カノと彼女 5 Moto Kano to kanojo 5) 9. Sonotoki to kanojo (その時と彼女 Sonotoki to kanojo) |

| 1. Zenryoku keibi to kanojo (全力警備と彼女 Zenryoku keibi to kanojo) 2. NG to kanojo (NGと彼女 NG to kanojo) 3. Kari Kano to kanojo (仮カノと彼女 Kari Kano to kanojo) 4. Rakuen to kanojo 1 (楽園と彼女 1 Rakuen to kanojo 1) 5. Rakuen to kanojo 2 (楽園と彼女 2 Rakuen to kanojo 2) 6. Rakuen to kanojo 3 (楽園と彼女 3 Rakuen to kanojo 3) 7. Rakuen to kanojo 4 (楽園と彼女 4 Rakuen to kanojo 4) 8. Rakuen to kanojo 5 (楽園と彼女 5 Rakuen to kanojo 5) 9. Rakuen to kanojo 6 (楽園と彼女 6 Rakuen to kanojo 6) - Bonus: Kanojo, tensei shimasu (彼女、転生します Kanojo, tensei shimasu) |

| 1. Rakuen to kanojo 7 (楽園と彼女 7 Rakuen to kanojo 7) 2. Rakuen to kanojo 8 (楽園と彼女 8 Rakuen to kanojo 8) 3. Rakuen to kanojo 9 (楽園と彼女 9 Rakuen to kanojo 9) 4. Rakuen to kanojo 10 (楽園と彼女 10 Rakuen to kanojo 10) 5. Rakuen to kanojo 11 (楽園と彼女 11 Rakuen to kanojo 11) 6. Rakuen to kanojo 12 (楽園と彼女 12 Rakuen to kanojo 12) 7. Rakuen to kanojo 13 (楽園と彼女 13 Rakuen to kanojo 13) 8. Rakuen to kanojo 14 (楽園と彼女 14 Rakuen to kanojo 14) 9. Rakuen to kanojo 15 (楽園と彼女 15 Rakuen to kanojo 15) |

| 1. Rakuen to kanojo 16 (楽園と彼女 16 Rakuen to kanojo 16) 2. Rakuen to kanojo 17 (楽園と彼女 17 Rakuen to kanojo 17) 3. Rakuen to kanojo 18 (楽園と彼女 18 Rakuen to kanojo 18) 4. Rakuen to kanojo 19 (楽園と彼女 19 Rakuen to kanojo 19) 5. Rakuen to kanojo 20 (楽園と彼女 20 Rakuen to kanojo 20) 6. Rakuen to kanojo 21 (楽園と彼女 21 Rakuen to kanojo 21) 7. Rakuen to kanojo 22 (楽園と彼女 22 Rakuen to kanojo 22) 8. Rakuen to kanojo 23 (楽園と彼女 23 Rakuen to kanojo 23) 9. Rakuen to kanojo 24 (楽園と彼女 24 Rakuen to kanojo 24) |

| 1. Rakuen to kanojo 25 (楽園と彼女 25 Rakuen to kanojo 25) 2. Rakuen to kanojo 26 (楽園と彼女 26 Rakuen to kanojo 26) 3. Rakuen to kanojo 27 (楽園と彼女 27 Rakuen to kanojo 27) 4. 'Moto Kano', Nanami Mami ② (「元カノ」、七海麻美② 'Moto Kano', Nanami Mami ②) 5. Rakuen to kanojo 28 (楽園と彼女 28 Rakuen to kanojo 28) 6. Rakuen to kanojo 29 (楽園と彼女 29 Rakuen to kanojo 29) 7. Rakuen to kanojo 30 (楽園と彼女 30 Rakuen to kanojo 30) 8. Rakuen to kanojo 31 (楽園と彼女 31 Rakuen to kanojo 31) 9. Rakuen to kanojo 32 (楽園と彼女 32 Rakuen to kanojo 32) |

| 1. Rakuen to kanojo 33 (楽園と彼女 33 Rakuen to kanojo 33) 2. Rakuen to kanojo 34 (楽園と彼女 34 Rakuen to kanojo 34) 3. Rakuen to kanojo 35 (楽園と彼女 35 Rakuen to kanojo 35) 4. Rakuen to kanojo 36 (楽園と彼女 36 Rakuen to kanojo 36) 5. Rakuen to kanojo 37 (楽園と彼女 37 Rakuen to kanojo 37) 6. Rakuen to kanojo 38 (楽園と彼女 38 Rakuen to kanojo 38) 7. Rakuen to kanojo 39 (楽園と彼女 39 Rakuen to kanojo 39) 8. Rakuen to kanojo 40 (楽園と彼女 40 Rakuen to kanojo 40) |

| 1. Rakuen to kanojo 41 (楽園と彼女 41 Rakuen to kanojo 41) 2. Rakuen to kanojo 42 (楽園と彼女 42 Rakuen to kanojo 42) 3. Rakuen to kanojo (tsui) (楽園と彼女（終） Rakuen to kanojo (tsui)) 4. Kisu to kanojo 1 (キスと彼女 1 Kisu to kanojo 1) 5. Kisu to kanojo 2 (キスと彼女 2 Kisu to kanojo 2) 6. Kisu to kanojo 3 (キスと彼女 3 Kisu to kanojo 3) 7. Kisu to kanojo 4 (キスと彼女 4 Kisu to kanojo 4) 8. Kisu to kanojo 5 (キスと彼女 5 Kisu to kanojo 5) 9. Kisu to kanojo 6 (キスと彼女 6 Kisu to kanojo 6) |

| 1. Kisu to kanojo 7 (キスと彼女 7 Kisu to kanojo 7) 2. Kisu to kanojo 8 (キスと彼女 8 Kisu to kanojo 8) 3. Chōsa to kanojo 1 (調査と彼女 1 Chōsa to kanojo 1) 4. Chōsa to kanojo 2 (調査と彼女 2 Chōsa to kanojo 2) 5. Chōsa to kanojo 3 (調査と彼女 3 Chōsa to kanojo 3) 6. Bura to kanojo (ブラと彼女 Bura to kanojo) 7. LINE (buntsū) to kanojo (LINE(文通)と彼女 LINE (buntsū) to kanojo) 8. Sodatta ie to kanojo 1 (育った家と彼女 1 Sodatta ie to kanojo 1) 9. Sodatta ie to kanojo 2 (育った家と彼女 2 Sodatta ie to kanojo 2) |

| 1. Sodatta ie to kanojo 3 (育った家と彼女 3 Sodatta ie to kanojo 3) 2. Sodatta ie to kanojo 4 (育った家と彼女 4 Sodatta ie to kanojo 4) 3. Hikkoshi to kanojo 1 (引っ越しと彼女 1 Hikkoshi to kanojo 1) 4. Hikkoshi to kanojo 2 (引っ越しと彼女 2 Hikkoshi to kanojo 2) 5. Hikkoshi to kanojo 3 (引っ越しと彼女 3 Hikkoshi to kanojo 3) 6. Hikkoshi to kanojo 4 (引っ越しと彼女 4 Hikkoshi to kanojo 4) 7. Hikkoshi to kanojo 5 (引っ越しと彼女 5 Hikkoshi to kanojo 5) 8. Hikkoshi to kanojo 6 (引っ越しと彼女 6 Hikkoshi to kanojo 6) 9. Hikkoshi to kanojo 7 (引っ越しと彼女 7 Hikkoshi to kanojo 7) |

| 1. Kanojo to hitotsu yane no shimo 1 (彼女と一つ屋根の下 1 Kanojo to hitotsu yane no shimo 1) 2. Kanojo to hitotsu yane no shimo 2 (彼女と一つ屋根の下 2 Kanojo to hitotsu yane no shimo 2) 3. Basu to kanojo (バスと彼女 Basu to kanojo) 4. Basu to kanojo 2 (バスと彼女 2 Basu to kanojo 2) 5. Senmendai to kanojo (洗面台と彼女 Senmendai to kanojo) 6. Neko to kanojo (猫と彼女 Neko to kanojo) 7. Tanjōbi to kanojo 2 1 (誕生日と彼女 2 1 Tanjōbi to kanojo 2 1) 8. Otearai to kanojo (お手洗いと彼女 Otearai to kanojo) 9. Hōtai to kanojo (包帯と彼女 Hōtai to kanojo) |

| 1. Tanjōbi to kanojo 2 2 (誕生日と彼女 2 2 Tanjōbi to kanojo 2 2) 2. Tanjōbi to kanojo 2 3 (誕生日と彼女 2 3 Tanjōbi to kanojo 2 3) 3. Tanjōbi to kanojo 2 4 (誕生日と彼女 2 4 Tanjōbi to kanojo 2 4) 4. Tanjōbi to kanojo 2 5 (誕生日と彼女 2 5 Tanjōbi to kanojo 2 5) 5. Tanjōbi to kanojo 2 6 (誕生日と彼女 2 6 Tanjōbi to kanojo 2 6) 6. Tanjōbi to kanojo 2 7 (誕生日と彼女 2 7 Tanjōbi to kanojo 2 7) 7. Tanjōbi to kanojo 2 8 (誕生日と彼女 2 8 Tanjōbi to kanojo 2 8) 8. Shinchoku to kanojo (進捗と彼女 Shinchoku to kanojo) 9. Maruhadaka to kanojo (丸裸と彼女 Maruhadaka to kanojo) |

| 1. Kanojo to hitotsu yane no shimo 3 (彼女と一つ屋根の下 3 Kanojo to hitotsu yane no shimo 3) 2. Kanojo to hitotsu yane no shimo 4 (彼女と一つ屋根の下 4 Kanojo to hitotsu yane no shimo 4) 3. Kanojo to hitotsu yane no shimo 5 (彼女と一つ屋根の下 5 Kanojo to hitotsu yane no shimo 5) 4. Kanojo to kaimono 1 (彼女と買い物 1 Kanojo to kaimono 1) 5. Kanojo to kaimono 2 (彼女と買い物 2 Kanojo to kaimono 2) 6. Kanojo to kaimono 3 (彼女と買い物 3 Kanojo to kaimono 3) 7. Kanojo to kaimono 4 (彼女と買い物 4 Kanojo to kaimono 4) 8. Kanojo to kumo (彼女と蜘蛛 Kanojo to kumo) 9. Kanojo to yoru no konbini (彼女と夜のコンビニ Kanojo to yoru no konbini) |

| 1. "Kazuya" ("和也" "Kazuya") 2. Kanojo to rekuriēshon (彼女とレクリエーション Kanojo to rekuriēshon) 3. Kanojo to rekuriēshon 2 (彼女とレクリエーション 2 Kanojo to rekuriēshon 2) 4. Kanojo to rekuriēshon 3 (彼女とレクリエーション 3 Kanojo to rekuriēshon 3) 5. Kanojo to kanojo no tomodachi 1 (彼女と彼女の友達 1 Kanojo to kanojo no tomodachi 1) 6. Kanojo to kanojo no tomodachi 2 (彼女と彼女の友達 2 Kanojo to kanojo no tomodachi 2) 7. Kanojo to kanojo no tomodachi 3 (彼女と彼女の友達 3 Kanojo to kanojo no tomodachi 3) 8. O degake to kanojo 1 (お出掛けと彼女 1 O degake to kanojo 1) 9. O degake to kanojo 2 (お出掛けと彼女 2 O degake to kanojo 2) |

| 1. Kodomo to kanojo 1 (こどもと彼女 1 Kodomo to kanojo 1) 2. Kodomo to kanojo 2 (こどもと彼女 2 Kodomo to kanojo 2) 3. Kodomo to kanojo 3 (こどもと彼女 3 Kodomo to kanojo 3) 4. Kodomo to kanojo 4 (こどもと彼女 4 Kodomo to kanojo 4) 5. Kodomo to kanojo 5 (こどもと彼女 5 Kodomo to kanojo 5) 6. Chōsa to kanojo 4 (調査と彼女 4 Chōsa to kanojo 4) 7. Kanojo to boditatchi (彼女とボディタッチ Kanojo to boditatchi) 8. Sentakubutsu to kanojo (洗濯物と彼女 Sentakubutsu to kanojo) 9. Ito to kanojo (糸と彼女 Ito to kanojo) |

| 1. Ito to kanojo 2 (糸と彼女 2 Ito to kanojo 2) 2. Ito to kanojo 3 (糸と彼女 3 Ito to kanojo 3) 3. Tomodachi to kanojo 3 (友達と彼女 3 Tomodachi to kanojo 3) 4. Are to kanojo 1 (アレと彼女 1 Are to kanojo 1) 5. Are to kanojo 2 (アレと彼女 2 Are to kanojo 2) 6. Are to kanojo 3 (アレと彼女 3 Are to kanojo 3) 7. Renkano to kanojo 1 (レンカノと彼女 1 Renkano to kanojo 1) 8. Renkano to kanojo 2 (レンカノと彼女 2 Renkano to kanojo 2) 9. Renkano to kanojo 3 (レンカノと彼女 3 Renkano to kanojo 3) |

| 1. Kosupure to kanojo 1 (コスプレと彼女 1 Kosupure to kanojo 1) 2. Kosupure to kanojo 2 (コスプレと彼女 2 Kosupure to kanojo 2) 3. Kosupure to kanojo 3 (コスプレと彼女 3 Kosupure to kanojo 3) 4. Kosupure to kanojo 4 (コスプレと彼女 4 Kosupure to kanojo 4) 5. Osasoi to kanojo (お誘いと彼女 Osasoi to kanojo) 6. Osasoi to kanojo 2 (お誘いと彼女 2 Osasoi to kanojo 2) 7. Osasoi to kanojo 3 (お誘いと彼女 3 Osasoi to kanojo 3) 8. Sukejūru to kanojo (スケジュールと彼女 Sukejūru to kanojo) 9. Kuroko (hokuro) to kanojo (黒子（ほくろ）と彼女 Kuroko (hokuro) to kanojo) |

| 1. Nayami to kanojo (悩みと彼女 Nayami to kanojo) 2. Kyū to kanojo (球と彼女 Kyū to kanojo) 3. Dēto to kare (デートと彼 Dēto to kare) 4. Dēto to kare 2 (デートと彼 2 Dēto to kare 2) 5. Dēto to kare 3 (デートと彼 3 Dēto to kare 3) 6. Dēto to kare 4 (デートと彼 4 Dēto to kare 4) 7. Dēto to kare 5 (デートと彼 5 Dēto to kare 5) 8. Dēto to kare 6 (デートと彼 6 Dēto to kare 6) 9. Dēto to kare 7 (デートと彼 7 Dēto to kare 7) |

| 1. Dēto to kare 8 (デートと彼 8 Dēto to kare 8) 2. Dēto to kare 9 (デートと彼 9 Dēto to kare 9) 3. Dēto to kare 10 (デートと彼 10 Dēto to kare 10) 4. Dēto to kare 11 (デートと彼 11 Dēto to kare 11) 5. Dēto to kare 12 (デートと彼 12 Dēto to kare 12) 6. Dēto to kare 13 (デートと彼 13 Dēto to kare 13) 7. Dēto to kare 14 (デートと彼 14 Dēto to kare 14) 8. Dēto to kare 15 (デートと彼 15 Dēto to kare 15) 9. Dēto to kare 16 (デートと彼 16 Dēto to kare 16) |

| 1. Dēto to kare 17 (デートと彼 17 Dēto to kare 17) 2. Dēto to kare 18 (デートと彼 18 Dēto to kare 18) 3. Dēto to kare 19 (デートと彼 19 Dēto to kare 19) 4. Dēto to kare 20 (デートと彼 20 Dēto to kare 20) 5. Dēto to kare 21 (デートと彼 21 Dēto to kare 21) 6. Dēto to kare 22 (デートと彼 22 Dēto to kare 22) 7. Dēto to kare 23 (デートと彼 23 Dēto to kare 23) 8. Dēto to kare 24 (デートと彼 24 Dēto to kare 24) 9. Nokori no hibi to kanojo (残りの日々と彼女 Nokori no hibi to kanojo) |

| 1. Namae to kanojo (名前と彼女 Namae to kanojo) 2. Himitsu to kanojo (秘密と彼女 Himitsu to kanojo) 3. Himitsu to kanojo 2 (秘密と彼女 2 Himitsu to kanojo 2) 4. Mokuhyō to kanojo (目標と彼女 Mokuhyō to kanojo) 5. Kanojo to futsuka mae (彼女と2日前 Kanojo to futsuka mae) 6. Zenjitsu to kare (前日と彼 Zenjitsu to kare) 7. Koigokoro to kanojo 1 (恋心と彼女 1 Koigokoro to kanojo 1) 8. Koigokoro to kanojo 2 (恋心と彼女 2 Koigokoro to kanojo 2) 9. Koigokoro to kanojo 3 (恋心と彼女 3 Koigokoro to kanojo 3) |

| 1. Koigokoro to kanojo 4 (恋心と彼女 4 Koigokoro to kanojo 4) 2. Koigokoro to kanojo 5 (恋心と彼女 5 Koigokoro to kanojo 5) 3. Koigokoro to kanojo 6 (恋心と彼女 6 Koigokoro to kanojo 6) 4. Koigokoro to kanojo 7 (恋心と彼女 7 Koigokoro to kanojo 7) 5. Koigokoro to kanojo 8 (恋心と彼女 8 Koigokoro to kanojo 8) 6. Koigokoro to kanojo 9 (恋心と彼女 9 Koigokoro to kanojo 9) 7. Koigokoro to kanojo 10 (恋心と彼女 10 Koigokoro to kanojo 10) 8. Koigokoro to kanojo 11 (恋心と彼女 11 Koigokoro to kanojo 11) 9. Koigokoro to kanojo 12 (恋心と彼女 12 Koigokoro to kanojo 12) |

#### Chương chưa được xuất bản ở định dạng tập
Các chương này vẫn chưa được công bố trong tập tankōbon. Chúng ban đầu được đăng theo thứ tự tiếng Nhật trong tạp chí Weekly Shōnen Magazine
1. Koigokoro to kanojo 13 (恋心と彼女 13 Koigokoro to kanojo 13?)
2. Koigokoro to kanojo 14 (恋心と彼女 14 Koigokoro to kanojo 14?)
3. Koigokoro to kanojo 15 (恋心と彼女 15 Koigokoro to kanojo 15?)
4. Koigokoro to kanojo 16 (恋心と彼女 16 Koigokoro to kanojo 16?)
5. Koigokoro to kanojo 17 (恋心と彼女 17 Koigokoro to kanojo 17?)
6. Koigokoro to kanojo 18 (恋心と彼女 18 Koigokoro to kanojo 18?)
7. Koigokoro to kanojo 19 (恋心と彼女 19 Koigokoro to kanojo 19?)
8. Koigokoro to kanojo 20 (恋心と彼女 20 Koigokoro to kanojo 20?)
9. Koigokoro to kanojo 21 (恋心と彼女 21 Koigokoro to kanojo 21?)
10. Koigokoro to kanojo 22 (恋心と彼女 22 Koigokoro to kanojo 22?)
11. Koigokoro to kanojo 23 (恋心と彼女 23 Koigokoro to kanojo 23?)
12. Koigokoro to kanojo 24 (恋心と彼女 24 Koigokoro to kanojo 24?)
13. Koigokoro to kanojo 25 (恋心と彼女 25 Koigokoro to kanojo 25?)
14. Koigokoro to kanojo 26 (恋心と彼女 26 Koigokoro to kanojo 26?)
15. Koigokoro to kanojo 27 (恋心と彼女 27 Koigokoro to kanojo 27?)
16. Koigokoro to kanojo 28 (恋心と彼女 28 Koigokoro to kanojo 28?)
17. Koigokoro to kanojo 29 (恋心と彼女 29 Koigokoro to kanojo 29?)
18. Koigokoro to kanojo 30 (恋心と彼女 30 Koigokoro to kanojo 30?)
19. Koigokoro to kanojo 31 (恋心と彼女 31 Koigokoro to kanojo 31?)
20. Koigokoro to kanojo 32 (恋心と彼女 32 Koigokoro to kanojo 32?)
21. Wakaregiwa to Kanojo 1 (別れ際と彼女 1 Wakaregiwa to Kanojo 1?)
22. Wakaregiwa to Kanojo 2 (別れ際と彼女 2 Wakaregiwa to Kanojo 2?)
23. Sono Kisu to Kare (そのキスと彼 Sono Kisu to Kare?)
24. Sono Kisu to Kanojo (そのキスと彼女 Sono Kisu to Kanojo?)
25. Sono Kisu to Futari (そのキスと2人 Sono Kisu to Futari?)
26. Unmei no Hi to Kanojo 1 (運命の日と彼女 1 Unmei no Hi to Kanojo 1?)

Đây là một danh sách chưa hoàn tất, và có thể sẽ không bao giờ thỏa mãn yêu cầu hoàn tất. Bạn có thể đóng góp bằng cách mở rộng nó bằng các thông tin đáng tin cậy.